# 美國陸軍第4步兵師
第4步兵师 是美国陆军的一个师，师部位于科罗拉多州卡森堡。第4步兵师的官方昵称是“常春藤”（英語：Ivy），因师番号“4”的罗马字“IV”而得名，常春藤的坚韧和尽职也刚好诠释了第4步兵师的师训“坚定忠诚”。第4步兵师的另一个外号是“铁骑”，象征着第4步兵师和将士们的速度力量和勇猛。

## 部队编制
- 师部和师部营
- 第1史崔克旅级战斗队（SBCT）
  - 旅部和旅部连
  - 第1骑兵团第2营
  - 第9步兵团第4营
  - 第23步兵团第2营
  - 第38步兵团第1营
  - 第12野战炮兵团第2营
  - 第299旅工兵营
  - 第4旅支援营
- 第2史崔克旅级战斗队（SBCT）
  - 旅部和旅部
  - 第61骑兵团第3营
  - 第12步兵团第1营
  - 第12步兵团第2营
  - 第41步兵团第1营
  - 第77野战炮兵团第2营
  - 第52旅工兵营
  - 第704旅支援营

- 第3装甲旅级战斗队（ABCT）
  - 旅部和旅部连
  - 第10骑兵团第4营
  - 第66装甲团第1营
  - 第68装甲团第1营
  - 第8步兵团第1营
  - 第29野战炮兵团第3营
  - 第588旅工兵营
  - 第64旅支援营

- 第4步兵师野战炮兵
  - 指挥部和指挥部连

- 第4步兵师战斗航空旅
  - 旅部和旅部连
  - 第17骑兵团第6营
  - 第4航空团第2营
  - 第4航空团第3营
  - 第4航空团第4营
  - 第404航空支援营

- 第4步兵师支援旅
  - 旅部和旅部连
  - 特种作战营
  - 第68战斗支援营

2018年9月，美国陆军宣布将自2020年春季开始，将第4步兵师的第2步兵旅级战斗队改编为1个史崔克旅级战斗队。改编之后，该师的火力和机动性能将得到进一步增强。